# Aunette
Die Aunette ist ein Fluss in Frankreich, der im Département Oise in der Region Hauts-de-France verläuft. Sie entspringt im Gemeindegebiet von Rully, entwässert generell Richtung West bis Südwest durch den Regionalen Naturpark Oise-Pays de France und mündet nach rund 14 Kilometern an der Gemeindegrenze von Senlis und Courteuil als rechter Nebenfluss in die Nonette und gehört somit zum Einzugsgebiet der Seine.

## Orte am Fluss
(Reihenfolge in Fließrichtung)
- Bray, Gemeinde Rully
- Balagny-sur-Aunette, Gemeinde Chamant
- Chamant
- Senlis